# Odalisca

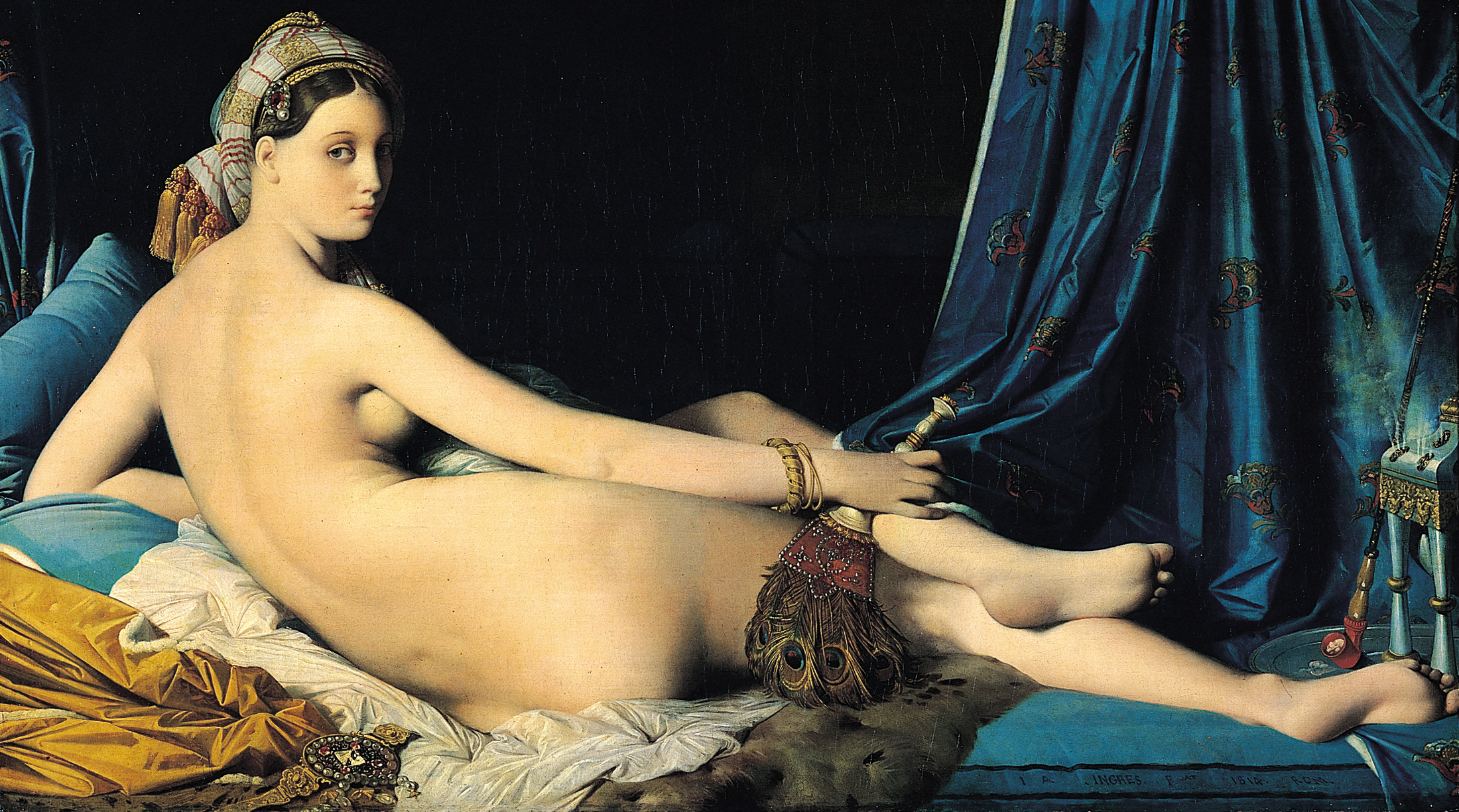
La gran odalisca pintado por Dominique Ingres (1814).

Una odalisca (en turco: odalık) era una esclava del serrallo en el Imperio otomano. Era una aprendiz o asistente de las concubinas y esposas del sultán, pudiendo más tarde llegar a obtener ese estado, es decir, ser concubina o, con mucha suerte, esposa. La mayoría de las odaliscas eran parte del harén imperial, esto es, de la casa del sultán. 
En el uso occidental del término, llegó a significar pues concubina del harén, y generalmente se refiere al género artístico erotizado en el cual una mujer es mostrada casi desnuda o completamente desnuda en una posición reclinada, a menudo en un harén.

## Etimología
La palabra española «odalisca» deriva de la francesa odalisque, que a su vez proviene de la voz turca odalık; la palabra turca está compuesta por oda ('cámara', 'pieza', 'dormitorio') y lık ('doncella' o 'señorita'), y literalmente significa «camarera», aunque ha tomado el significado concreto de «concubina».

## Situación

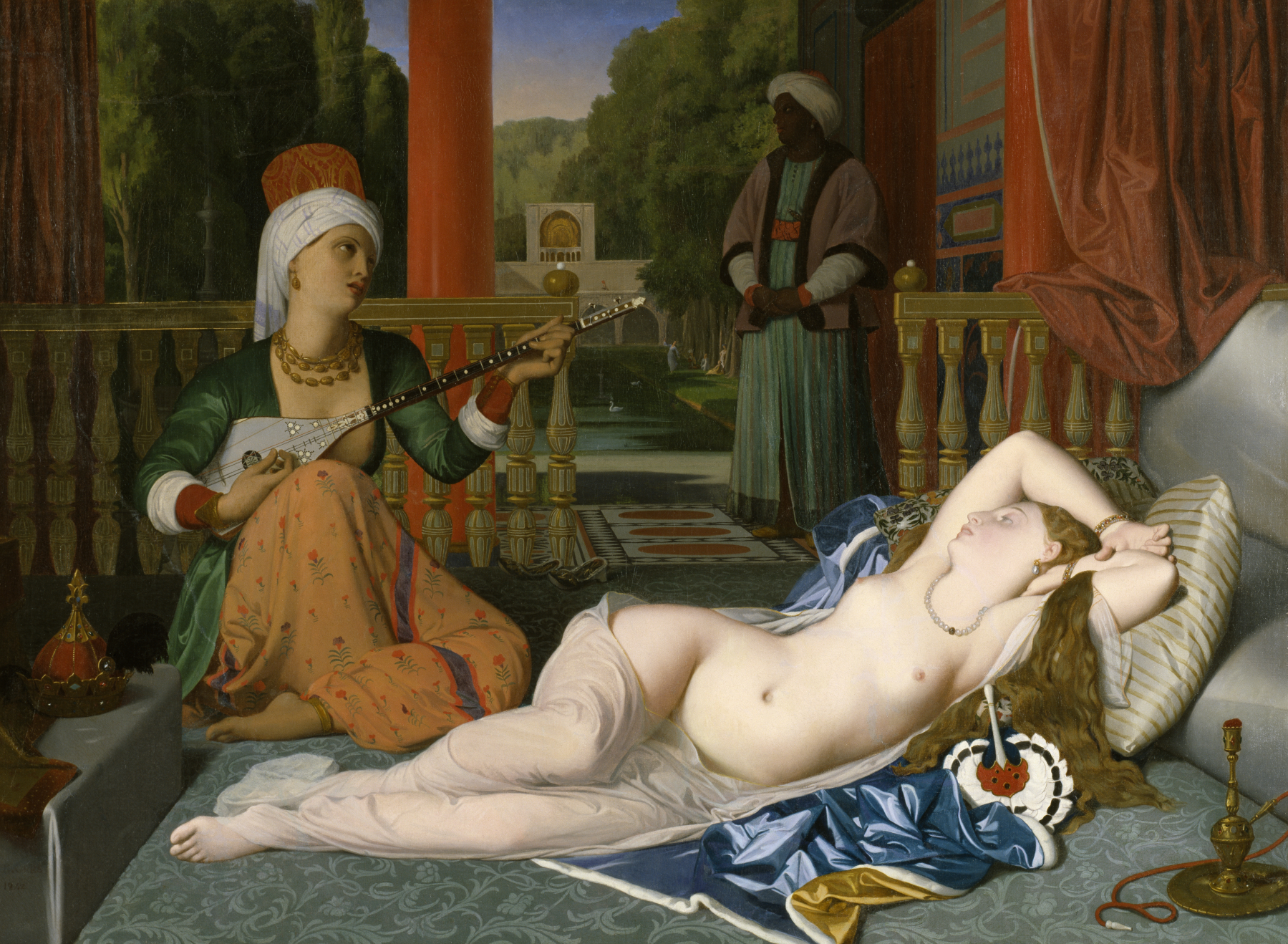
La odalisca y la esclava, ejemplo de pintura orientalista erótica, de Dominique Ingres y sus ayudantes, los hermanos (Jean) Hippolyte y Paul Flandrin (1842).

Una odalisca no era una concubina del harén, pero podía llegar a serlo. Las odaliscas fueron clasificadas en la parte inferior de la estratificación social de un harén, es decir, no servían al hombre de la casa, sino más bien a sus concubinas y esposas como sirvientas personales. Las odaliscas solían ser regalos al sultán o a un hombre rico. Por lo general, una odalisca nunca era supervisada por el sultán, sino que se mantenía bajo la supervisión directa de su madre, la Sultán Valide (en turco otomano: والده سلطان, literalmente "Madre Sultán"). Si una odalisca poseía una belleza extraordinaria o tenía talentos excepcionales en el baile o el canto, tendría la oportunidad de ser una concubina. Si era seleccionada, una odalisca entrenada como concubina del sultán, serviría sexualmente, y sólo después del contacto sexual, cambiaría su estado convirtiéndose a partir de entonces en una concubina. En el Imperio Otomano, las concubinas se encontraban con el sultán una sola vez, a menos que fueran especialmente hábiles en la danza, el canto o las artes sexuales, ganando así la atención del sultán. Si una concubina, mediante relaciones sexuales con el sultán, daba a luz un hijo varón, y el hijo era reconocido oficialmente como del sultán, se convertía automáticamente en una de sus esposas (recordar que legalmente el sultán podía tener hasta cuatro esposas).
En el Occidente del siglo XIX, las odaliscas fueron tema frecuente en pinturas y esculturas del movimiento artístico llamado "Orientalismo", y se las encuentra en un gran número de pinturas eróticas a partir de esa época; como ejemplos se pueden citar La gran odalisca o El baño turco de Ingres o su influjo en la Olympia de Manet. Entre otros, Matisse ha representado odaliscas en sus obras.

## Uso actual y popular del término
En el uso popular la palabra «odalisca» puede aludir a la concubina de un sujeto rico; hoy es muy frecuente también que las bailarinas de la danza del vientre se autodesignen como «odaliscas», por lo que en muchas ocasiones se tiende a mezclar el término odalisca con el de bayadera.